# 西里伯斯鹿豚
西里伯斯鹿豚（學名：Babyrousa celebensis）又名西里伯斯野豬、北方蘇來威斯鹿豚或蘇拉威西鹿豚，是印尼蘇拉威西島北部及鄰近群島的鹿豚。牠們有兩對獠牙，顎骨的獠牙穿過鼻端頂，向後彎曲至前額。牠們是瀕危物種。

## 分類
西里伯斯鹿豚起初被認為是馬魯古鹿豚的亞種，但近期的研究顯示牠們其實是獨立的物種，在地理分佈、體型、雄鹿豚的上犬齒形狀也有不同。在新的分類下，真正的馬魯古鹿豚（Babyrousa babyrussa）只限於布魯島及蘇拉群島等地。

## 棲息地
西里伯斯鹿豚棲息在熱帶森林的草叢及藤叢、河岸及湖邊。牠們大體都沒有毛，呈灰褐色，可以提供了某程度的偽裝。西里伯斯鹿豚有兩對獠牙，是特大的上下犬齒，向後彎曲指向頭部。雄鹿豚的上犬齒甚至穿過鼻端。
西里伯斯鹿豚受到印尼法律的保護，但仍面對非法獵殺的威脅。

## 飼養
飼養的西里伯斯鹿豚是近親繁殖的。在布朗克斯動物園（Bronx Zoo）的西里伯斯鹿豚繁殖力很強，但並非很多動物園也有飼養牠們。